# Bryan Bergougnoux
Bryan Bergougnoux (Lione, 12 gennaio 1983) è un allenatore di calcio ed ex calciatore francese, di ruolo centrocampista o attaccante.

## Carriera

### Club
Cresce nelle giovanili dell'Olympique Lione, con cui debutta in prima squadra il 28 luglio 2001 contro il Lens (0-1). Milita nel club lionese sino al 2005, collezionando 36 presenze e 4 gol. Si trasferisce al Tolosa per una cifra vicina ai 3,5 milioni di euro e, in quattro anni di permanenza, totalizza 115 presenze e 9 gol. Il 13 agosto 2009, svincolato, si accorda con il Lecce firmando un contratto triennale. 
Il 31 gennaio 2011 il Lecce comunica di aver ceduto, con la formula del prestito, il diritto alle prestazioni sportive del calciatore allo Chateauroux. 
Il 1º luglio 2011 ritorna al club di appartenenza, Lecce, per fine prestito.
Il 26 gennaio 2012 viene ceduto in prestito ai ciprioti dell'Omonia Nicosia.
Il 31 agosto 2012 Bergougnoux rescinde consensualmente il suo contratto con il Lecce, passa poi al Tours.

### Nazionale
Vanta diverse presenze nella nazionale Under-21 francese (21 presenze e 10 reti) e due convocazioni nella nazionale maggiore, senza avere avuto però l'occasione di scendere in campo.

## Palmarès

### Club

#### Competizioni nazionali
- Campionato francese: 4

Olympique Lione: 2001-2002, 2002-2003, 2003-2004, 2004-2005
- Supercoppa francese: 3

Olympique Lione: 2002, 2003, 2004
- Campionato italiano di Serie B: 1

Lecce: 2009-2010